# 薩德爾布魯克 (新澤西州)
薩德爾布魯克（英語：Saddle Brook）是位於美國新澤西州伯根縣的一個鎮區。

## 地方資料
薩德爾布魯克的面積為7.14平方千米，當中陸地面積為6.97平方千米，而水域面積為0.17平方千米。根據2020年美國人口普查的數據，當地共有人口14294人，而人口密度為每平方千米2,001.96人。